# Achaea oedipodina
Achaea oedipodina là một loài bướm đêm trong họ Erebidae.